# Anders de Slagelse

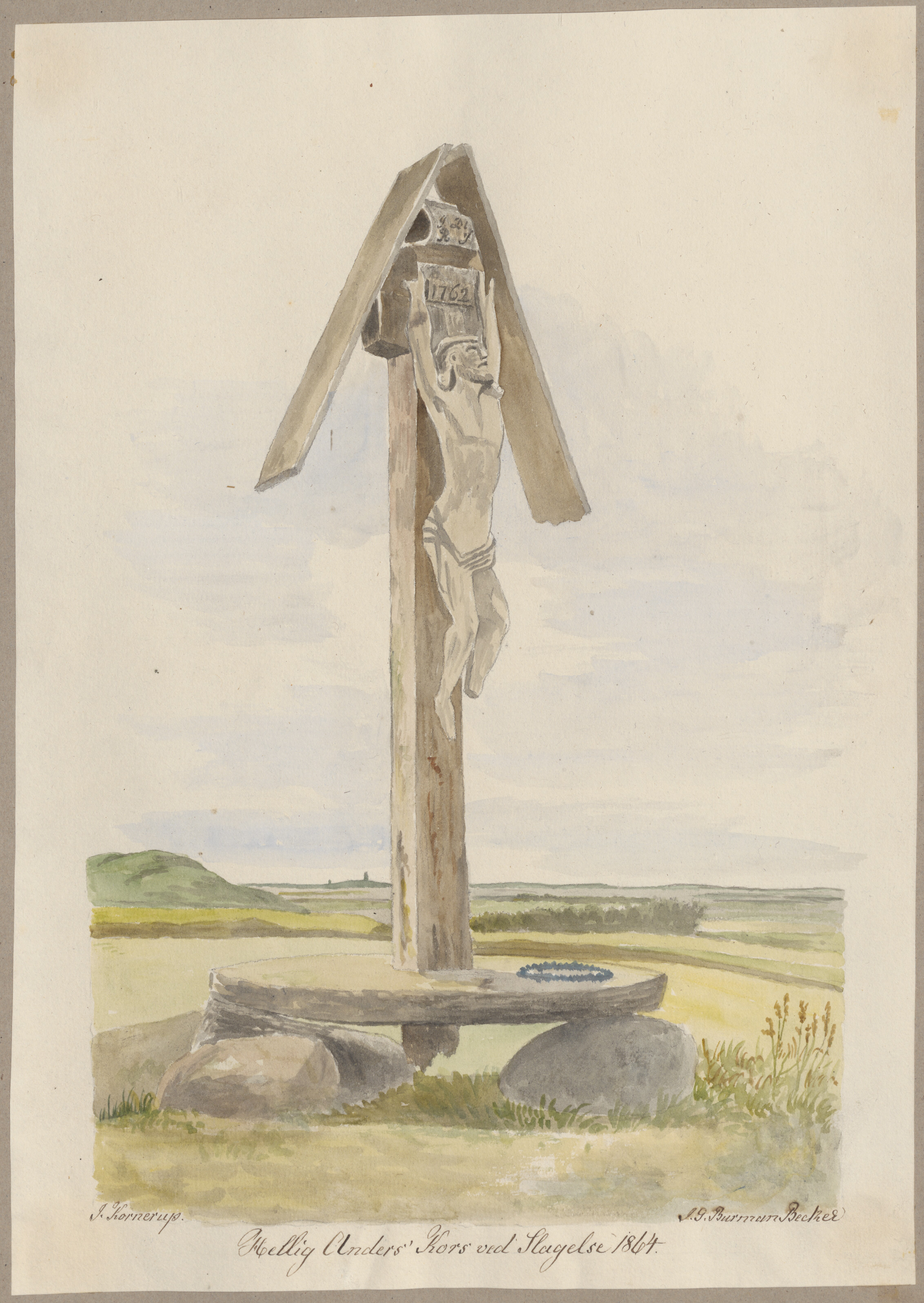
Uma obra de I. G. Burman Becker (falecido em 1880) que retrata o Santo Anders de Slagelse, um monumento na estrada Korshøjvej, a oeste de Slagelse, erguido em memória do milagre do Santo Anders.

Santo Anders de Slagelse (dinamarquês: Hellig Anders) foi um padre do final do século XII na Igreja de São Pedro, Slagelse, Dinamarca. Embora nunca tenha sido canonizado pela Igreja Católica Romana, ele foi venerado pelos praticantes locais mesmo após a reforma.

## Vida
Segundo a lenda, durante uma peregrinação à Terra Santa, Anders recebeu a visão de um homem em um cavalo branco que milagrosamente o transportou para casa para que ele pudesse celebrar a Páscoa com seus paroquianos. O cavaleiro então o transportou para o santuário de Santiago de Campostella, na Espanha, e depois para o santuário de Santo Olavo, na Noruega. Ao retornar a Slagelse, Anders foi capaz de curar os coxos e cegos por meio da oração.

Anders também era supostamente um bom amigo do rei Valdemar II, e em uma ocasião o rei teria oferecido a ele tantas terras para sua paróquia quanto ele pudesse cavalgar em um potro de nove dias no tempo que o rei levou tomar um banho. Tomar banho era uma tarefa tediosa e demorada na época, mas o rei duvidava que Anders fosse capaz de cavalgar muito longe com o potro. Anders aceitou a oferta do rei e cobriu terreno suficiente para que um escudeiro precisasse alertar o rei para terminar seu banho rapidamente antes que ele perdesse muitas terras. Em sua pressa, Anders deixou cair uma luva perto da cidade de Landsgrav. Uma primavera mais tarde emergiu de onde sua luva havia caído, que foi visitada até o século XVIII por suas alegadas propriedades curativas. Após sua morte em 1205, Anders foi enterrado na Igreja de São Pedro.